# Берингов мореуз
Берингов мореуз је пролаз између рта Дежњев на Чукотском полуострву у Азији и рта Принц од Велса на полуострву Аљаска у Северној Америци. Спаја Чукотско море, део Северног леденог океана, са Беринговим морем, делом Тихог океана.
Широк је 35—86 км, а дубок 30—50 м. Од октобра до августа покривен је пловним ледом. Средином пролази државна граница Русије и САД, као и датумска граница. У пролазу се налазе и Диомедова острва. Први га је открио и њиме прошао са севера Семјон Иванович Дежњев 1648, а 80 година касније са јужне стране Витус Беринг 1728. по коме је и добио име. На основу Берингових истраживања 1728. и 1741. Русија је засновала своје право на Аљаску. Важност му је порасла 1935. отварањем Северног морског пута.
Берингов мореуз је био предмет научне теорије да су људи мигрирали из Азије у Северну Америку преко копненог моста познатог као Берингија када су нижи нивои океана - можда резултат глечера који су закључали огромне количине воде - изложили широк део морског дна, како у садашњем мореузу, тако и у плитком мору северно и јужно од њега. Овај поглед на то како су Палео-Индијанци ушли у Америку је доминантан већ неколико деценија и наставља да буде најприхваћенији. Најмање од почетка 20. века забележени су и бројни успешни прелази без употребе чамца.

## Географија и наука
Берингов мореуз је широк око 82 km (51 mi) на својој најужој тачки, између рта Дежњев, полуострва Чуко, Русија, најисточније тачке (169° 39' В) азијског континента и рта Принца од Велса, Аљаска, Сједињене Државе, најзападнија тачка (168° 05' З) Северноамеричког континента. Широк је 53 mi (85 km), а на најдубљој тачки је само 90 m (300 ft) у дубину. Граничи се са Чукотским морем (део Арктичког океана) на северу и Беринговим морем на југу. Теснац је јединствено станиште ретко насељено Јупицима, Инуитима и Чукчима који имају културне и језичке везе једни са другима.

## Експедиције
Најмање од 1562. европски географи су сматрали да између Азије и Северне Америке постоји Анијански мореуз. Године 1648, Семјон Дежњов је вероватно прошао кроз мореуз, али његов извештај није стигао у Европу. Руски морепловац данског порекла Витус Беринг ушао је у њега 1728. Године 1732, Михаил Гвоздев је први пут прешао из Азије у Америку. Џејмса Кук је посетио овај мореуз 1778. године на свом трећем путовању.
Амерички бродови су ловили гренландске китове у мореузу до 1847.
У марту 1913, капетан Макс Готшалк (Немац) прешао је са источног рта Сибира у Шишмареф на Аљасци на псећим запрегама преко острва Малог и Великог Диомеда. Он је био први документовани савремени путник који је прешао из Русије у Северну Америку без употребе чамца.
Године 1987, пливачица Лин Кокс је препливала стазу од 4,3 km (2,7 mi) између Диомедових острва од Аљаске до Совјетског Савеза у води на 3,3 °C (37,9 °F) током последњих година Хладног рата. Заједнички су јој честитали амерички председник Роналд Реган и совјетски лидер Михаил Горбачов.
У јуну и јулу 1989. три независна тима су покушала да пређу Берингов мореуз са првим модерним кајаком. Групе су биле: седам Аљасканаца, који су свој труд назвали Веслањем у сутра (тј. прелазак међународне датумске линије); британска експедиција од четири човека, Кајаци преко Беринговог мореуза; и тим Калифорнијаца у бајдарки од три особе, на челу са Џимом Нојесом (који је своју амбициозну експедицију започео као параплегичар). Калифорнијце је пратила филмска екипа у умијаку, чамцу од моржеве коже традиционалном за регион; они су снимали документарни филм Ледена завеса из 1991. у режији Џона Армстронга.
У марту 2006, Британац Карл Бушби и француско-амерички авантуриста Димитри Кифер прешли су мореуз пешке, прешавши залеђени део од 90 km (56 mi) за 15 дана. Убрзо су ухапшени јер нису ушли у Русију преко редовне улазне луке.
Август 2008. обележио је први прелазак Беринговог мореуза коришћењем амфибијског друмског возила. Специјално модификовани Ланд Ровер Дефендер 110 возили су Стив Берџес и Ден Еванс преко мореуза у другом покушају након прекида првог због лошег времена.
У фебруару 2012, корејски тим предвођен Хонг Сунг-Таеком прешао је мореуз пешке за шест дана. Кренули су са полуострва Чукотка, источне обале Русије 23. фебруара и стигли у Велс, западни приморски град Аљаске 29. фебруара.
У јулу 2012, шест авантуриста повезаних са „Опасним водама“, реалистичко-авантуристичким емисијом, прешли су на хидроциклима, али су ухапшени и дозвољено им је да се врате на Аљаску на свом пловилима након што су накратко задржани у Лаврентији, административном центар Чукотског округа. Добро су третирани и обишли су сеоски музеј, али им није било дозвољено да наставе на југ дуж обале Пацифика. Они су имали визе, али је западна обала Беринговог мореуза затворена војна зона.
Између 4. и 10. августа (по америчком времену) 2013. године, тим од 65 пливача из 17 земаља извео је штафетно пливање преко Беринговог мореуза, прво такво пливање у историји. Они су пливали су од рта Дежњева, Русија, до рта Принца од Велса, Сједињене Државе (отприлике 110 km (68 mi), због струје). Они су имали су директну подршку руске морнарице, користећи један од њених бродова, и помоћ уз дозволу.

## Предложени прелаз
Физичка веза између Азије и Северне Америке преко Беринговог мореуза скоро је постала стварност 1864. године када је Руско-америчка телеграфска компанија започела припреме за копнену телеграфску линију која повезује Европу и Америку преко истока. Иницијатива је напуштена је када се подморски Атлантски кабл показао успешним.
Даљи предлог за везу моста и тунела од источне Русије до Аљаске дао је француски инжењер барон Лоик де Лобел 1906. године. Руски цар Николај II издао је наредбу којом је овластио француско-амерички синдикат који је представљао де Лобел да започне рад на пројекту транс-сибирске аљаске железнице, али физички рад никада није започео.
Дати су предлози за изградњу моста у Беринговом мореузу између Аљаске и Сибира. Упркос невиђеним инжењерским, политичким и финансијским изазовима, Русија је дала зелено светло за пројекат тунела ТКМ-Светски линк вредан 65 милијарди долара у августу 2011. Ако буде завршен, 103 km (64 mi) дуг тунел ће бити најдужи на свету. Кина је разматрала изградњу железничке линије „Кина-Русија-Канада-Америка” која би укључивала изградњу подводног тунела дугог 200 km-long (120 mi) који би прешао Берингов мореуз.